# Церковь Николая Чудотворца (Стрелково)
Церковь Николая Чудотворца (Никольская церковь) — приходская церковь Подольской епархии Русской православной церкви в деревне Стрелково в Подольском районе (с 2015 года — городской округ Подольск) Московской области.
Церковь Святителя Николая в Стрелкове является объектом культурного наследия федерального значения.

## История
Первые сведения о храме в селе Стрелково относятся к 1672 году. Первые письменные упоминания о существующей ныне церкви в селе Стрелкове приводятся в книге Казённого приказа 1702 года:

Февраля в 27 день, по указу Великого Государя и по помете на выписке казначея Тихона Макарьевского, новопостроенной церкви Николая Чудотворца, которую велено построить стольнику Андрею Матвееву сыну Опраксину в Московском уезде, в Чермневе стане, в вотчине его, в сельце Стрелкове, на попа с причетники дани положить с дворов: попова, дьяконова, дьячкова, просвирницына, одного вотчинникова, 8 дворов крестьянских средних, да с церковной земли…

С 1705 года в храме начались регулярные богослужения. Архитектурно церковь представляла собой восьмерик на четверике в стиле московское барокко, выстроенная на средства стольника Андрея Матвеевича Апраксина. Её архитектором является Иван Ослопов. Спустя почти полтора столетия в связи с появлением трещин в стенах фасад Никольской церкви был отремонтирован в 1849 году, а интерьер — в 1858 году. В 1880 году территория храма была обнесена деревянной оградой, поставленной на каменные столбы.
Храм был закрыт постановлением Президиума Мособлисполкома от 15 июля 1934 года. В 1953 году разобраны колокольня и трапезная часть храма, был снесён также купол с барабаном. В 1960 году здание храма внесено в список памятников культуры республиканского значения. В 1987 году к зданию храма была сделана пристройка, в которой открылся ресторан. В 1998 году начался судебный процесс между православной общиной и владельцем ресторана, и в 2000 году принято судебное решение в пользу общины. Церковь начали восстанавливать, в ней начались регулярные богослужения. В 2003 году основные восстановительные работы были завершены, и 10 мая 2003 года великое освящение храма совершил архиепископ Можайский Григорий (Чирков). Настоятелем храма в настоящее время является иерей Сергий Костин. Рядом с храмом находится надкладезная часовня, возведённая к 300-летнему юбилею церкви.

## Святыни
В храме находился местночтимый образ святителя Николая: на резной деревянной иконе он был изображен в полный рост в архиерейском облачении. В народе бытовало предание о том, что эта икона приплыла по реке Пахре. Также в Никольской церкви находились два серебряных креста с частицами мощей. До наших дней эти реликвии не сохранились.
В настоящее время в церкви имеются чтимые иконы: святителя Николая Можайского и святителя Алексия, Митрополита Московского.